# 奥斯特菲尔登
奥斯特菲尔登（德語：Ostfildern，發音：[ˈɔstˌfɪldɐn] ⓘ）是德国巴登-符腾堡州斯图加特行政区埃斯林根县的城市，面积22.81平方千米，2023年12月31日人口为39,833人。

## 友好城市
奥斯特菲尔登与以下城市结为友好城市：
- 波蘭 别拉瓦乡（英语：Gmina Bierawa）
- 奥地利 霍恩埃姆斯
- 義大利 米兰多拉
- 法國 蒙吕埃勒
- 乌克兰 波尔塔瓦
- 瑞士 賴納赫